# Jon Van Caneghem

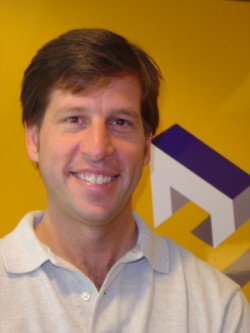
Jon Van Caneghem fotografiat la o expoziție

Jon Van Caneghem (n. 1962/1963) este un director american de jocuri video, proiectant și producător. Este cel mai cunoscut pentru lansarea studioului New World Computing în 1983, cel care a realizat seriile Might and Magic și Heroes of Might and Magic. Debutează în 1986 cu primul său joc video Might and Magic Book One: The Secret of the Inner Sanctum.